# Condado de Boundary
O Condado de Boundary é um dos 44 condados do Estado americano do Idaho. A sede do condado é Bonners Ferry, que é também a sua maior cidade. O condado tem uma área de 3 311 km² (dos quais 24 km² estão cobertos por água), uma população de 9 871 habitantes, e uma densidade populacional de 3,0 hab/km² (segundo o censo nacional de 2000). O condado foi fundado em 1915. Recebeu o seu nome porque define parte da fronteira Canadá-Estados Unidos. Fica no extremo do Panhandle do Idaho.